# Großsteingrab Uggeløse Skov Afd.152
Das Großsteingrab Uggeløse Skov Afd.152 ist eine megalithische Grabanlage der jungsteinzeitlichen Nordgruppe der Trichterbecherkultur im Kirchspiel Uggeløse in der dänischen Kommune Allerød.

## Lage
Das Grab liegt westlich von Lynge im Mittelteil des Waldgebiets Uggeløse Skov, direkt östlich eines Waldwegs. In der näheren Umgebung gibt bzw. gab es zahlreiche weitere megalithische Grabanlagen.

## Forschungsgeschichte
In den Jahren 1942 und 1982 führten Mitarbeiter des Dänischen Nationalmuseums Dokumentationen der Fundstelle durch.

## Beschreibung
Die Anlage besitzt eine runde Hügelschüttung mit einem Durchmesser zwischen 11 m und 12 m und einer erhaltenen Höhe von etwa 0,4 m. Eine steinerne Umfassung ist nicht erkennbar.
Im Südostteil des Hügels liegen mehrere Steine (1942 wurden fünf gezählt, 1982 hingegen sechs) in Unordnung umher. Es dürfte sich um Reste einer Grabkammer handeln. Maße, Orientierung und Typ der Kammer lassen sich nicht sicher bestimmen.